# Mashda
Mashda o Mašda va ser l'onzè rei de la primera dinastia de Kish a Sumer, esmentat a la llista de reis sumeris, on s'afegeix que era fill del seu antecessor Atab. La llista li assigna un mític regnat de 840 anys. Va governar en un període posterior al diluvi que està datat cap a l'any 2900 aC.